# Pianta termofila
Si dice pianta termofila una specie vegetale adattata a vivere in ambienti caldi o temperato-caldi. In generale sono piante termofile quelle originarie delle zone tropicali e delle zone temperate calde.
Gli adattamenti morfologici e fisiologici hanno lo scopo di contenere gli effetti dannosi delle alte temperature, che, secondo i valori, si manifestano in generale nei seguenti aspetti:
- intensificazione dei processi respiratori con conseguente incremento del consumo di sostanze nutritive a scapito del loro accumulo;
- riduzione dell'intensità della fotosintesi, che mantiene il suo ottimo a 20-25 °C;
- intensificazione dei fenomeni di fotorespirazione con conseguente riduzione del rendimento fotosintetico;
- morte del polline, con riduzione della percentuale di allegagione, fino alla compromissione totale della fecondazione e della fruttificazione;
- morte dei tessuti più vulnerabili. La sensibilità è elevata nei tessuti embrionali e meristematici, perciò gli organi più vulnerabili sono il cambio, gli apici vegetativi, i fiori, i giovani frutticini appena allegati. Le foglie hanno una resistenza intrinseca maggiore. Il legno è invece il tessuto più resistente, in grado di tollerare anche temperature eccezionalmente alte.
- colatura di fiori e cascola di frutti: la caduta di fiori e frutticini è la conseguenza alla morte degli organi fiorali o dei giovani tessuti in accrescimento dei frutti appena allegati.

I meccanismi di adattamento e resistenza variano in funzione della disponibilità idrica. Il più importante meccanismo che permette alla pianta di difendersi dall'alta temperatura è rappresentato infatti dall'abbassamento termico causato dal passaggio dell'acqua allo stato di vapore: l'acqua ha infatti un elevato calore latente di vaporizzazione perciò l'evaporazione dell'acqua assorbe cospicue quantità di calore sottraendolo al riscaldamento. In condizioni di disponibilità idrica non limitata le piante si difendono principalmente intensificando la traspirazione e aumentando la superficie fogliare. Questo adattamento è frequente nelle piante tropicali che vivono in climi caldo-umidi come ad esempio la foresta pluviale tropicale. Il secondo meccanismo di adattamento, proprio di molte Monocotiledoni di origine tropicale, è la via metabolica C4 seguita dalla fotosintesi, che permette di sfruttare meglio le elevate intensità luminose aumentando il rendimento fotosintetico.
Quando la disponibilità idrica diventa un fattore limitante, la traspirazione è un processo poco utile, se non addirittura dannoso, in caso di carenza idrica nel terreno. In queste condizioni ambientali le piante termofile sviluppano meccanismi morfologici e fisiologici di adattamento basati per lo più sulla coibentazione, come ad esempio lo sviluppo di una corteccia suberosa più spessa a protezione del cambio, oppure il portamento compatto, con chioma sviluppata in modo da ombreggiare le parti più interne, oppure sullo sfasamento dell'attività vegetativa, che si concentra prevalentemente nella stagione freddo-umida con un riposo vegetativo coincidente con i periodi più caldi e secchi. In generale le piante termofile adattate a vivere in ambienti caldo-aridi hanno adattamenti morfologici e fisiologici che permettono di resistere alle alte temperature e, contemporaneamente, alla siccità. In questo caso si parla di piante termoxerofile.
esempi di piante termofile sono: roverella quercus pubescens, ecc...
Le piante termofile in generale sono sprovviste di meccanismi di adattamento alle basse temperature, pertanto subiscono arresti temporanei dell'attività in caso di abbassamenti termici relativamente moderati e danni da freddo in caso di gelate.